# Clint Dempsey
Clinton „Clint“ Drew Dempsey (* 9. März 1983 in Nacogdoches, Texas) ist ein ehemaliger US-amerikanischer Fußballspieler, der zuletzt bei den Seattle Sounders unter Vertrag stand. Der Flügelspieler, der auch als Sturmspitze eingesetzt werden kann, war zeitweise Kapitän der US-amerikanischen Nationalmannschaft. Er ist zusammen mit Landon Donovan mit je 57 Toren Rekordtorschütze der Nationalmannschaft.

## Sportlicher Werdegang

### Jugend- und Collegezeit (bis 2003)
Clint Dempsey, Sohn von Aubrey und Debbie Dempsey, hat mit Ryan und Crystal zwei Geschwister und eine weitere älteste Schwester Jennifer, die im Alter von 16 Jahren an einem Hirn-Aneurysma starb. Clint war zu diesem Zeitpunkt zehn Jahre alt. Während Jennifer als eine der besten Tennisspielerinnen ihrer Altersklasse galt, verfügten die Dempseys nicht über die ausreichenden Mittel, auch noch Clint oder Ryan zu unterstützen und sie zu den drei Autostunden entfernten Trainingsgelegenheiten nach Dallas zu bringen. Nach Jennifers Tod spielte Ryan bei den Dallas Texans vor, aber es war Clint, der auf sich aufmerksam machte, als er sich die Zeit damit vertrieb, den Ball zu jonglieren.
Dempsey schloss sich dem Verein an, wurde später Mannschaftskapitän und als MVP bei der Nachwuchsmeisterschaft Tampa Bay Sun Bowl ausgezeichnet. Neben dem aktiven Sport begeisterten sich Clint und Ryan speziell für die argentinische Nationalmannschaft, dabei vor allem für Diego Maradona. Bei der WM 1994 in den USA besaßen sie Karten für das argentinische Spiel gegen Bulgarien, wurden aber beide enttäuscht, als Maradona aufgrund eines Doping-Vergehens für den Rest des Turniers ausgeschlossen wurde. Dempsey besuchte später die Furman University und war Schlüsselspieler für die dortigen „Paladins“. Während seiner drei Spielzeiten absolvierte er 61 von 62 Partien und erzielte 17 Tore.

### New England Revolution (2004–2007)
Beim Draft der Major League Soccer wurde Dempsey als Neuntplatzierter von New England Revolution verpflichtet. Als offensiver zentraler Mittelfeldspieler erzielte er sieben Treffer in seiner ersten Profisaison und wurde am Ende, trotz mehrerer verpasster Spiele wegen eines Kieferbruchs, als bester Debütant mit dem Titel MLS Rookie of the Year ausgezeichnet. In den Play-off-Spielen war er einer der Leistungsträger seiner Mannschaft. Im Elfmeterschießen gegen D.C. United verschoss er den entscheidenden Strafstoß; damit verpasste New England Revolution das Meisterschaftsendspiel, den MLS Cup. Im Jahr 2005 konnte Dempsey zehn Tore und neun Assists verbuchen. Er erzielte dabei fünf Siegtreffer und rangierte in dieser Kategorie in der MLS auf dem dritten Platz. Dempsey schoss danach auch in einem Auswahlspiel der MLS gegen den englischen Verein FC Fulham das entscheidende Tor. Einen weiteren wichtigen Treffer markierte er gegen Chicago Fire und führte sein Franchise in den MLS Cup des Jahres 2005. Am Ende wählte die MLS Dempsey in die Mannschaft der besten elf Spieler der Saison („MLS Best XI“).
Dempsey machte sich neben seinen spielerischen Fähigkeiten ebenso einen Namen durch Kampf- und Einsatzstärke. Dabei absolvierte er im Jahr 2005 – vor der Diagnose des Mannschaftsarztes – zwei Partien mit einem gebrochenen Kiefer und nach seiner Rückkehr trotzte er seinem verstauchten Fußgelenk. Er setzte sich häufig potentiell gefährlichen Spielsituationen aus und erzielte einige Tore per Flugkopfball. Aufgrund seiner Schnelligkeit war er im Jahr 2005 einer der am meisten gefoulten Spieler in der MLS. Im März 2006 wurde er nach einer Schlägerei mit seinem Mannschaftskameraden Joe Franchino in einem Trainingsspiel für zwei Wochen gesperrt.

### FC Fulham (2007–2012)
Anfang 2007 machte er den nächsten Schritt in seiner Karriere. Nachdem er in den vergangenen zwei Jahren bereits bei Feyenoord Rotterdam und dem FC Everton mittrainiert hatte, gab ihm die Major League Soccer im Januar schließlich die Erlaubnis zum Wechsel. Für etwa vier Millionen US-Dollar – dem bis dahin höchsten Transferertrag in der Geschichte der MLS – wechselte er von New England Revolution zum FC Fulham. Dort debütierte er am 20. Januar 2007 per Einwechslung gegen Tottenham Hotspur, kam aber in den verbleibenden Partien der Saison 2006/07 unter dem damaligen Trainer Chris Coleman über die Rolle des Ergänzungsspielers noch nicht hinaus. Dies änderte sich in der folgenden Spielzeit 2007/08 unter Lawrie Sanchez und ab Dezember 2007 unter Roy Hodgson. Er eroberte sich einen Stammplatz, erzielte mit sechs Premier-League-Toren die meisten Treffer in seiner Mannschaft und verlängerte im Mai 2008 den Kontrakt bis 2010. Dempsey, der in London nunmehr wahlweise über die offensiven Außenpositionen und als zentrale Sturmspitze eingesetzt wurde, qualifizierte sich mit Fulham zum Ende der Saison 2008/09 für die Europa League und unterzeichnete im August 2009 einen neuen Vierjahresvertrag. In der Europa-League-Saison 2009/10 absolvierte Dempsey 13 Partien, wenngleich er aufgrund taktischer Vorgaben nur sieben davon von Beginn an bestritt; Trainer Hodgson setzte häufig auf eine verstärkte Defensive und Bobby Zamora als einzigen Mittelstürmer. Für Zamora kam Dempsey am 12. Mai 2010 ab der 55. Minute als erster US-Amerikaner in einem Europa-League-Endspiel zum Einsatz.
Auch in der Saison 2010/11 hatte er einen Stammplatz in der Mannschaft. Am 19. März 2011 erzielte er sein zehntes Saisontor und wurde damit zum besten US-amerikanischen Torjäger in der Premier League; der vorherige Rekordhalter Brian McBride hatte nur neun Treffer innerhalb einer Saison markiert. Am Ende der Saison wurde Dempsey von den Fans zum Spieler des Jahres in Fulham erwählt.

### Tottenham Hotspur (2012–2013)
Am 31. August 2012 wechselte Dempsey innerhalb Londons zu Tottenham Hotspur. Für Tottenham spielte er in 29 Punktspielen und erzielte sieben Tore.

### Rückkehr in die MLS (2013–2018)
Im August 2013 verließ Dempsey nach sechs Jahren Europa und ging in die USA zurück, um wieder in der Major League Soccer zu spielen. Dort läuft er für die Seattle Sounders auf. Sein Debüt gab er am 10. August 2013 gegen den FC Toronto.
Dempsey wurde am 26. Juni 2015 für zwei Jahre vom U.S. Open Cup ausgeschlossen, nachdem er in diesem Wettbewerb im Spiel gegen die Portland Timbers neun Tage zuvor in Wut „den Notizzettel des Schiedsrichters“ zerrissen hatte. Nach über 100 Spielen für Seattle beendete Dempsey im August 2018 seine aktive Karriere, nachdem ihn in den Monaten zuvor Verletzungen immer wieder zurückgeworfen hatten.

#### Zurück zum FC Fulham auf Leihbasis (2014)
Im Januar 2014 kehrte Dempsey während der Pause der MLS für zwei Monate auf Leihbasis zum FC Fulham zurück. Dort stand er am 4. Januar 2014 zum ersten Mal wieder in einem Pokalspiel gegen Norwich City auf den Platz. Nachdem Fulham kein Interesse an einer erneuten Verpflichtung gezeigt hatte, kehrte Dempsey zu den Sounders zurück.

## US-amerikanische Fußballnationalmannschaft
Dempsey spielte während der Junioren-Fußballweltmeisterschaft im Jahr 2003 in den Vereinigten Arabischen Emiraten. Seinen Einstand für die Seniorenmannschaft der USA gab er am 17. November 2004 gegen Jamaika. Er stand im US-amerikanischen Kader für die WM 2006 in Deutschland und erzielte dort bei der 1:2-Niederlage gegen Ghana das einzige Tor seiner Mannschaft im Turnier.
Schnell entwickelte sich Dempsey zu einem Führungsspieler in der US-Auswahl und wurde – wie auch bei seinem englischen Verein in Fulham – aufgrund seiner Torgefährlichkeit als Stürmer aufgeboten. Er gewann 2006 mit der Auszeichnung zum „Honda Player of the Year“ die Wahl zum besten Akteur der Nationalmannschaft. Ein Jahr später wurde er zum Fußballer des Jahres in den USA gewählt. Ebenfalls 2007 gewann er, wie bereits zwei Jahre zuvor, den CONCACAF Gold Cup. Mit der Endspielteilnahme gegen Brasilien erlebte er beim Konföderationen-Pokal 2009 einen sportlichen Höhepunkt, nachdem er im Halbfinale mit einer Leistung, die ihn zum „Man of the Match“ verhalf, am 2:0-Sieg gegen Europameister Spanien Anteil hatte. Mit fünf Toren in zwölf Spielen in der Qualifikation für die WM 2010 in Südafrika war er hinter Jozy Altidore und gemeinsam mit Landon Donovan zweitbester Torschütze.

Am 6. September 2013 absolvierte er beim 1:3 im WM-Qualifikationsspiel gegen Costa Rica sein 100. Länderspiel, wobei er per Elfmeter den Anschlusstreffer zum 1:2 erzielte. Am 16. Juni 2014 erzielte er im ersten Gruppenspiel der Fußball-WM gegen Ghana nach 32 Sekunden das bisher schnellste Tor der US-Nationalmannschaft. Das Spiel wurde mit 2:1 gewonnen. Im selben Spiel brach er sich nach einem Zweikampf mit John Boye die Nase, spielte das Spiel jedoch zu Ende.
Am 22. Juli 2017 stellte er im Gold-Cup-Halbfinale gegen Costa Rica mit seinem 57. Länderspieltor den Rekord von Landon Donovan ein.

## Privates

### Familie
Clint Dempsey ist verheiratet mit Bethany Keegan Dempsey. Die beiden haben eine Tochter und einen Sohn.

### Musik
Neben dem Fußball interessiert sich Dempsey für Hip-Hop-Musik. Er veröffentlichte während einer Nike-Werbekampagne unter dem Pseudonym „Deuce“ das Lied „Don’t Tread“ und trat dabei als Rapper auf, wobei der Song die Wurzeln des Fußballs in der Arbeiterklasse und die US-amerikanische Nationalmannschaft vor der WM 2006 in Deutschland zum Thema hatte.

## Erfolge

### Nationalmannschaft
- CONCACAF Gold Cup: 2005, 2007
- Konföderationen-Pokal: Finalist 2009

### Vereinsfußball
- UEFA Europa League: Finalist 2010
- U.S Open Cup: 2014
- MLS Supporters’ Shield: 2014

### Persönliche Auszeichnungen
- Bronzener Ball des FIFA-Konföderationen-Pokal 2009
- Torschützenkönig  des CONCACAF Gold Cup: 2015
- Fußballer des Jahres in den USA: 2007, 2011, 2012
- Honda Player of the Year: 2006, 2011, 2012
- Rookie of the Year: 2004